# Мілка Чепкорір
Мілка Чепкорір — кенійська активістка з прав людини та клімату, яка відстоює права корінного народу сенгвер.

## Біографія
Мілка Чепкорір належить до спільноти сенгвер, групи корінних народів Кенії. Вона народилася в Кітале і з 2007 по 2010 рік навчалася в школі для дівчат Святої Сесілії в Чепаперії. По закінченні школи вона отримала ступінь бакалавра з антропології в Університеті Масено з дисертацією про жінок із спільноти сенгвер та наслідки виселення. З 2018 року навчається в Інституті антропології, гендерних та африканських досліджень Університету Найробі.
За студентських років вона почала активно боротися за права корінного населення, особливо жінок.  Вона починала як наставниця для дівчат у своїй громаді, заохочуючи їх вчитися та наполегливо навчатися, щоб розширити свої можливості. У 2015 році вона проводила кампанію проти масового незаконного виселення народності сенгве з лісу Ембобут Лісовою службою Кенії (KFS) з метою їх «захисту». 
З 2011 по 2019 рік Чепкорір працювала у Програмі корінних народів Сенгвера як спеціалістка з питань освіти молоді, яка вирішувала питання, що стосуються молоді (студентів), жінок та дітей громади Сенгвер на пагорбах Черангани. З 2015 по 2018 рік вона також брала активну участь у захисті прав корінних народів сенгвер в англо-голландській організації Forest Peoples Program. У 2016 році вона була обрана для участі в Програмі стипендій для корінних народів Управління Верховного комісара ООН з прав людини (OHVHR) у Женеві. У 2020 році вона була стипендіатом з питань екологічної справедливості в Natural Justice, Кенія. Чепкорір є координатором Community Land Action Now (CLAN), мережі кенійських сільських громад, які мають на меті зареєструвати свої землі громади, а з квітня 2021 року вона є координатором із захисту територій життя в консорціумі ICCA. 